# All cats are grey
All cats are grey er en dansk kortfilm fra 2013 instrueret af Jacob Møller efter eget manuskript.

## Handling
Erik har to identiteter. Den ene halvdel af tiden er han en ganske almindelig familiefar, og den anden halvdel spenderer han i skoven, hvor han er en mægtig hvid tiger. I skoven er han social og ubekymret, mens hverdagen byder på trivialiteter. Snart begynder Eriks hemmelige liv at indhente ham, og han må vælge mellem sine identiteter.